# Risco (Badajoz)
Risco je španělská obec situovaná v provincii Badajoz (autonomní společenství Extremadura).

## Poloha
Obec je vzdálena 129 km od Méridy a 188 km od města Badajoz. Patří do okresu La Siberia a soudního okresu Herrera del Duque.

## Historie
V roce 1834 se obec stává součástí soudního okresu Puebla de Alcocer. V roce 1842 čítala obec 56 usedlostí a 216 obyvatel.

## Odkazy

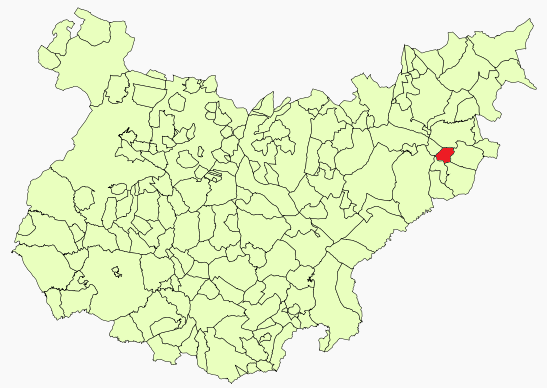
Poloha obce v provincii Badajoz

## Demografie
| Populace obce Risco z let (1842–2010) | Populace obce Risco z let (1842–2010) | Populace obce Risco z let (1842–2010) | Populace obce Risco z let (1842–2010) | Populace obce Risco z let (1842–2010) | Populace obce Risco z let (1842–2010) | Populace obce Risco z let (1842–2010) | Populace obce Risco z let (1842–2010) | Populace obce Risco z let (1842–2010) | Populace obce Risco z let (1842–2010) | Populace obce Risco z let (1842–2010) | Populace obce Risco z let (1842–2010) | Populace obce Risco z let (1842–2010) | Populace obce Risco z let (1842–2010) | Populace obce Risco z let (1842–2010) | Populace obce Risco z let (1842–2010) | Populace obce Risco z let (1842–2010) | Populace obce Risco z let (1842–2010) |
| ------------------------------------- | ------------------------------------- | ------------------------------------- | ------------------------------------- | ------------------------------------- | ------------------------------------- | ------------------------------------- | ------------------------------------- | ------------------------------------- | ------------------------------------- | ------------------------------------- | ------------------------------------- | ------------------------------------- | ------------------------------------- | ------------------------------------- | ------------------------------------- | ------------------------------------- | ------------------------------------- |
| 1842                                  | 1857                                  | 1860                                  | 1877                                  | 1887                                  | 1897                                  | 1900                                  | 1910                                  | 1920                                  | 1930                                  | 1940                                  | 1950                                  | 1960                                  | 1970                                  | 1981                                  | 1991                                  | 2001                                  | 2010                                  |
| 216                                   | 226                                   | 230                                   | 177                                   | 246                                   | 275                                   | 261                                   | 356                                   | 417                                   | 416                                   | 485                                   | 478                                   | 518                                   | 350                                   | 294                                   | 216                                   | 214                                   | 171                                   |